# Melemaea magdalena
Melemaea magdalena là một loài bướm đêm trong họ Geometridae.